# 亞力士·葛雷諾
亞力士·葛雷諾（Alex Guerrero，1986年11月20日—），是古巴的棒球選手之一，曾效力於美國職棒洛杉磯道奇隊，後效力於日本職棒中日龍隊及讀賣巨人隊，守備位置為三壘手及外野手。

## 生平

### 進入職棒前
2004年，和古巴棒球聯賽的拉斯圖納斯伐木工隊簽約，並在2010-11年球季入選明星賽。
2011年，入選荷蘭港口盃古巴代表隊，並獲得亞軍；2012年也入選荷蘭哈連盃，並在哈連盃獲得金牌。
2013年從古巴叛逃，並獲得海地的居留權，同時獲得外國資產控制辦公室的許可和洛杉磯道奇隊簽約，開啟職棒生涯（叛逃前的古巴棒球聯賽非職業聯盟，但球員已有職業等級的水準），合約內容為4年2800萬美元的小聯盟合約。

### 進入職棒後

#### 美國職棒時期
2013年冬季，先加盟多明尼加職業棒球聯盟的席巴歐巨人隊，但因為腳傷只出賽了12場比賽，有11支安打和1支全壘打，打擊率0.289。
2014年，開季就進入大聯盟的25人名單內，並在3月22日於澳洲雪梨板球場對戰亞利桑那響尾蛇隊的海外開幕戰中以代打上陣，但因為對方換上右投手，因此沒有打擊紀錄，但隔天再度代打，生涯首打席便遭到三振，3月25日隨即下放到3A，直到9月1日才再度升上大聯盟。
2015年，春訓時表現優異，因此進入開季名單，整季出賽了106場比賽，多以替補身分上場，其中擊出了11支全壘打。
2016年，在春訓時因為膝蓋受傷，因而進入傷兵名單，但在復健賽中狀況不佳而遭到DFA，6月8日被釋出。

#### 日本職棒時期
2016年11月26日，和中日龍隊簽約，在2017年整季打出131支安打、35支全壘打，獲得中央聯盟全壘打王。
2017年12月17日，讀賣巨人隊以2年8億日圓的合約簽下Guerrero，但來到巨人隊後打擊成績卻不理想，2018及2019兩個球季的安打數皆不滿100支，全壘打數量也銳減，因此2019年季末合約到期後並未獲得續約。

### 加盟中華職棒
2021年9月，中華職棒富邦悍將隊原本將簽下Guerrero，但因COVID-19疫情第三級警戒因素，球隊與其解約。

## 職棒生涯成績

### 美國職棒
| 年度 | 球隊       | 出賽 | 打數 | 安打 | 全壘打 | 打點 | 盜壘 | 四死 | 三振 | 壘打數 | 雙殺打 | 打擊率 | 上壘率 | 長打率 | OPS   |
| ---- | ---------- | ---- | ---- | ---- | ------ | ---- | ---- | ---- | ---- | ------ | ------ | ------ | ------ | ------ | ----- |
| 2014 | 洛杉磯道奇 | 11   | 13   | 1    | 0      | 0    | 0    | 0    | 6    | 1      | 0      | 0.077  | 0.077  | 0.077  | 0.154 |
| 2015 | 洛杉磯道奇 | 106  | 219  | 51   | 11     | 36   | 1    | 7    | 57   | 95     | 7      | 0.233  | 0.261  | 0.434  | 0.695 |
| 合計 | 2年        | 117  | 232  | 52   | 11     | 36   | 1    | 7    | 63   | 96     | 7      | 0.224  | 0.251  | 0.414  | 0.665 |

### 日本職棒
| 年度 | 球隊     | 出賽 | 打數 | 安打 | 全壘打 | 打點 | 盜壘 | 四死 | 三振 | 壘打數 | 雙殺打 | 打擊率 | 上壘率 | 長打率 | OPS   |
| ---- | -------- | ---- | ---- | ---- | ------ | ---- | ---- | ---- | ---- | ------ | ------ | ------ | ------ | ------ | ----- |
| 2017 | 中日龍   | 130  | 469  | 131  | 35     | 86   | 1    | 24   | 98   | 264    | 13     | 0.279  | 0.333  | 0.563  | 0.896 |
| 2018 | 讀賣巨人 | 82   | 287  | 70   | 15     | 40   | 2    | 29   | 62   | 132    | 8      | 0.244  | 0.325  | 0.460  | 0.785 |
| 2019 | 讀賣巨人 | 101  | 287  | 68   | 21     | 54   | 1    | 40   | 59   | 151    | 5      | 0.237  | 0.337  | 0.526  | 0.863 |
| 合計 | 3年      | 313  | 1043 | 269  | 71     | 180  | 4    | 93   | 219  | 54     | 26     | 0.258  | 0.332  | 0.524  | 0.857 |

## 軼事
- 2014年5月20日，在3A的比賽中因觸殺跑者失敗，因而和隊友Miguel Olivo發生衝突，Olivo一氣之下將Guerrero的耳朵咬下一小角，使得Guerrero進入傷兵名單[4]。

## 外部連結
- 亞力士·葛雷諾在台灣棒球維基館上的頁面（繁體中文）
- 亞力士·葛雷諾在美國職棒（英语）
- 亞力士·葛雷諾在日本職棒（英语）
- 亞力士·葛雷諾在Baseball-Reference.com（大聯盟）（英语）
- 亞力士·葛雷諾在Baseball-Reference.com（小聯盟以及海外聯盟）（英语）
- 亞力士·葛雷諾在ESPN（MLB）（英语）
- 亞力士·葛雷諾在FanGraphs.com（英语）